# Dryopteris tenerrima
Dryopteris tenerrima là một loài thực vật có mạch trong họ Dryopteridaceae. Loài này được (Fée) Rosenst. miêu tả khoa học đầu tiên năm 1906.